# Oriol Riera
Oriol Riera (Vic, 3 de julho de 1986) é um futebolista profissional espanhol que atua como atacante.

## Carreira
Oriol Riera começou a carreira no FC Barcelona.